# Paweł Kosieradzki

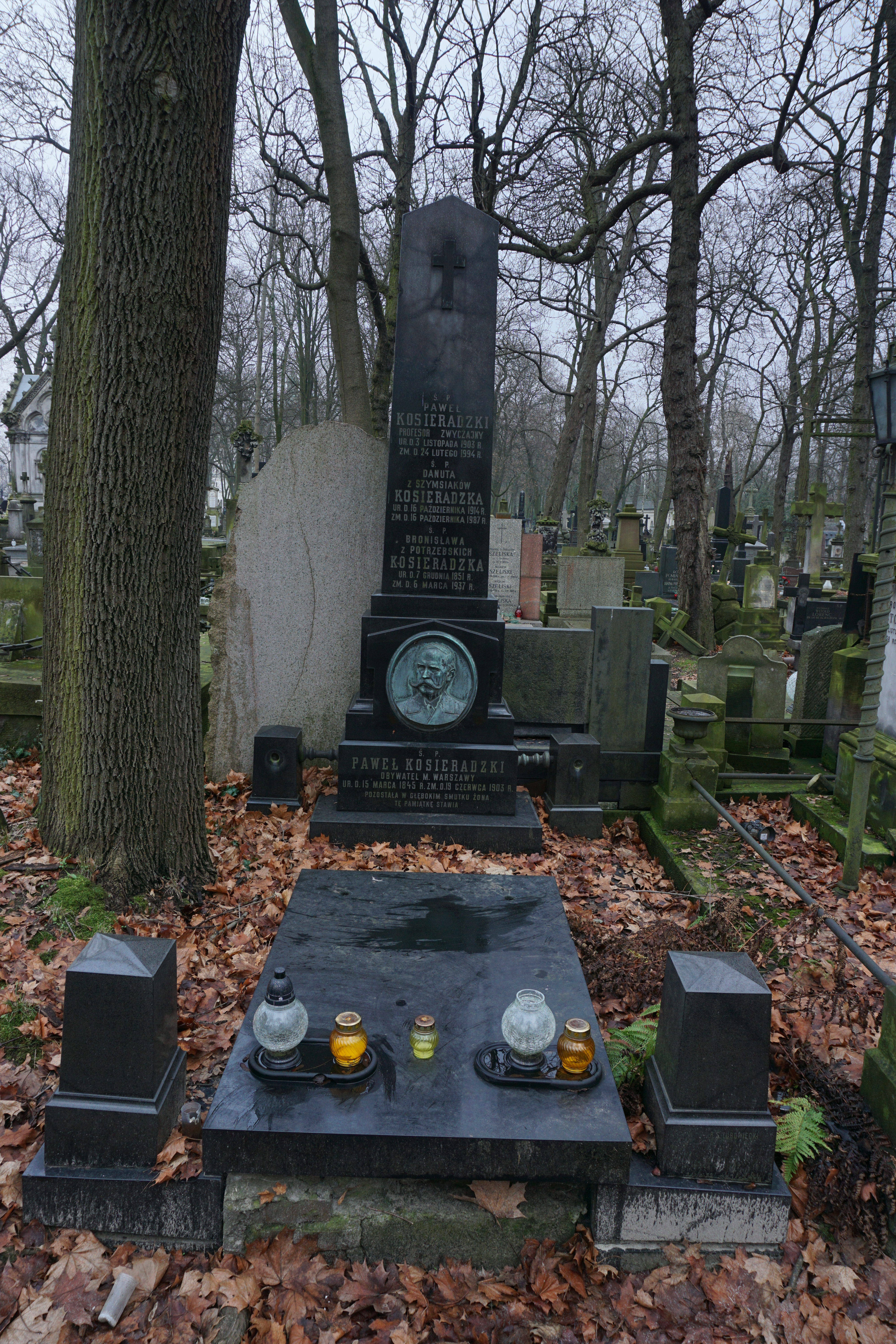
Grób Pawła Kosieradzkiego na cmentarzu Powązkowskim

Paweł Kosieradzki (ur. 3 lutego 1903 w Miechowie, zm. 24 lutego 1994) – polski profesor nauk technicznych.

## Życiorys
Ukończył gimnazjum w Kielcach (1922), absolwent Wydziału Mechanicznego Politechniki Warszawskiej.
Uczestnik wojny polsko-bolszewickiej w 1920. Od 1929 do 1939 pracował w Fabryce Karabinów w Warszawie. Zorganizował Wydział Obróbki Termicznej i Wykończenia, związany był z produkcją broni maszynowej. Był również kierownikiem produkcji maszyn do pisania FK. Uruchomił proces technologii niklowania, jeden z pierwszych w Europie. Od 1936 do 1937 był szefem ruchu w Fabryce Karabinów, a od 1937 szefem produkcji i wicedyrektorem. w latach 1929–1934 opracował metodę kąpieli cyjanowych, które hartowały stal i chroniły ją przed korozją.
Największym osiągnięciem jest opracowany wraz z bratem Władysławem Kosieradzkim i wicepremierem Eugeniuszem Kwiatkowskim szczegółowy plan Centralnego Okręgu Przemysłowego. Paweł Kosieradzki opracował stronę zagadnień przemysłowych, za co został odznaczony w roku 1937 Złotym Krzyżem Zasługi.
W 1939 roku po ewakuacji Fabryki Karabinów odmówił dalszej pracy w zakładzie. Wojnę przetrwał prowadząc Biuro Techniczno Handlowe oraz pracując jako nauczyciel w Szkole Rzemieślniczej w Warszawie.
Po wojnie prowadził działalność dydaktyczną, publicystyczną i doradczą. Był jednym z redaktorów „Przeglądu Mechanicznego” i „Mechanika”, współautorem „Małego Poradnika Mechanika”.
Od 1957 roku pracował jako zastępca dyrektora ds. naukowych Instytutu Mechaniki Precyzyjnej w Warszawie. W 1959 otrzymuje tytuł profesora nadzwyczajnego. W latach 1963–1974 kierował pracami wszystkich zakładów Instytutu. W roku 1974 otrzymał tytuł profesora zwyczajnego.
W 1992 został odznaczony Krzyżem za udział w Wojnie 1918–1921 awansowany do stopnia podporucznika Wojska Polskiego.
Pochowany na cmentarzu Powązkowskim (kwatera 32-2-7/8).